# لوری چو
لوری چو (انگلیسی: Lori Chow؛ زادهٔ ۱۰ ژوئیهٔ ۱۹۸۸) یک هنرپیشه است.